# سهنون مشع الرأس
سُهْنُون مُشِعُّ الرأسأو تَرْخون مُشِعُّ الرأس سمكة من جنس السهنون. أعطانها في شرق المحيط الأطلسي من جبل طارق إلى خليج غينيا، وربما جنوبًا ؛ ومن المعروف أيضا أنها من البحر الأبيض المتوسط . سمكة بحرية شبه استوائية ، تنمو حتى 50 سنتيمتر (20 بوصة) في الطول.  ثوبها ثوب الترخون المبذول باستثناء رأسها المسنج بالأحمر على شكل الشعاع. لحمها جيد الصنف، مرغوب فيه.